# Grandisoniidae
Grandisoniidae — семейство безногих земноводных, обитающих в Африке, на Сейшельских островах и в Индии. Как и другие червяги, они внешне напоминают червей или змей. Семейство ранее было известно как Indotyphlidae.

## Таксономия
Роды этого семейства первоначально были помещены в семейство Caeciliidae. В 2011 году роды Gegeneophis, Grandisonia, Hypogeophis, Idiocranium, Indotyphlus, Praslinia и Sylvacaecilia были выделены в семейство Indotyphlidae, названное в честь трибы Indotyphlini, которая использовалась Lescure et al (1986) для индийских родов Gegeneophis и Indotyphlus. Однако позже было указано, что название Grandisoniidae является подходящим названием группы семейства, поскольку, согласно правилам Номенклатурного кодекса, название, опубликованное более высокого ранга, Grandisoniinae, имеет приоритет над названием более низкого ранга, опубликованным в той же работе, Indotyphlini.

## Классификация
- Род Gegeneophis
  - Gegeneophis carnosus
  - Gegeneophis danieli
  - Gegeneophis goaensis
  - Gegeneophis krishni
  - Gegeneophis madhavai
  - Gegeniophis mhadeiensis
  - Gegeneophis orientalis
  - Gegeneophis pareshi
  - Gegeneophis primus
  - Gegeneophis ramaswamii
  - Gegeneophis seshachari
  - Gegeneophis tejaswini
- Род Grandisonia
  - Grandisonia alternans
  - Grandisonia larvata
  - Grandisonia sechellensis
- Род Hypogeophis
  - Hypogeophis brevis
  - Hypogeophis montanus
  - Hypogeophis pti
  - Hypogeophis rostratus
- Род Idiocranium
  - Idiocranium russeli
- Род Indotyphlus
  - Indotyphlus battersbyi
  - Indotyphlus maharashtraensis
- Род Praslinia
  - Praslinia cooperi
- Род Sylvacaecilia
  - Sylvacaecilia grandisonae

- Hypogeophis pti
- Hypogeophis brevis
- Grandisonia alternans
- Grandisonia larvata
- Grandisonia sechellensis
- Praslinia cooperi